# Вулиця Терентія Кореня (Чернігів)
Вулиця Терентія Кореня — вулиця в Деснянському районі міста Чернігова. Пролягає від вулиці Станіславського до вулиці Панаса Шафонського. Вулиця розташована на лінії трасування проспекту Перемоги з реконструкцією садибної забудови під багатоповерхову житлову забудову, згідно з «Генеральним планом Чернігова».
Прилучаються вулиці Ганжевська, Олексія Флерова.

## Історія
Софіївську вулицю прокладено в 1890-і роках землевласником Андрієм Ганжою на своїй землі, поряд з іншим чотирма (Андріївська, Борисівська, Петровська, Юр'ївська), і названо ім'ям його дружини. Була забудована індивідуальними будинками.
У 1940 році Софіївська вулиця перейменована на вулицю Челюскінців — на честь учасників радянської полярної експедиції 1933—1934 років на пароплаві «Челюскін», яку очолював Отто Юлійович Шмідт.
Спочатку вулиця пролягала від вулиці Милорадовичів. Початок вулиці (близько 80 м) в 1980-і роки забудовано кварталом багатоповерхової житлової забудови проспекту Перемоги (район П'ять кутів) і тому нумерація вулиці починається з № 9 і 10.
19 лютого 2016 року вулиця отримала сучасну назву — на честь українського радянського борця, уродженця Чернігівщини Терентія Савича Кореня, згідно з Розпорядженням міського голови В. А. Атрошенко Чернігівської міської ради № 54-р «Про перейменування вулиць міста».

## Забудова
Початок вулиці є внутрішньобудинковим проїздом. Парна та непарна сторони вулиці зайняті садибною забудовою, частково багатоповерховою житловою (один 16-поверховий будинок).
Установи: немає.